# Disney+ Hotstar
Cet article concerne le service indien. Pour l'extension de Disney+, voir Star (Disney+). Pour le service d'Amérique latine, voir Star+.
Disney+ Hotstar (anciennement Hotstar) est une plateforme de vidéo à la demande indienne détenue et exploitée par la Walt Disney Company. Il s'agit d'une version spécifique à l'Inde et l'Indonésie du service Disney+, elle inclut donc le contenu du service mais également des productions extérieures.
Lancée dans sa version d'origine le 6 février 2015 par la société Novi Digital Entertainment, une filiale à 100 % de Star India. Cette plateforme fournit du contenu en streaming et des vidéos sur-demande, qui sont disponibles sur le web, Android, IOS, FireTV et Apple TV. En plus du contenu de Disney+, elle diffuse des productions indiennes ainsi que des productions étrangères. Le service est également le principal diffuseur en Inde des productions de la chaîne câblée américaine HBO.
Lancée sous la direction de 21st Century Fox, le service a été rattaché à Walt Disney Direct-to-Consumer and International en 2019 à la suite de l'Acquisition de 21st Century Fox par Disney. Par la suite, il est annoncé que la plateforme distribuerait le contenu du service Disney+, tout en continuant à proposer du contenus extérieurs, la société ne souhaitant pas lancer le service en Inde.
Néanmoins, en avril 2020, Disney annonce que finalement, Hotstar et Disney+ fusionneront le 3 avril 2020 pour devenir Disney+ Hotstar et proposer une version unique à l'Inde du service.
Une version du service est également disponible aux États-Unis, au Canada, au Monde arabe, au Royaume-Uni et à Singapour mais uniquement en tant que Hotstar, Disney+ étant disponible dans ces pays en tant que service à part entière. Cette version du service propose uniquement des productions indiennes. Disney+ Hotstar a également servi d'inspiration pour la création de Star, la catégorie adulte proposée dans une grande partie du monde sur Disney+.

## Historique

### 2015-2019: Hotstar

Logo de Hotstar

La version béta du site a été mise en ligne en janvier 2015 et Star India a officiellement lancé Hotstar en février 2015. Principalement, ça devait être une application mobile qui supporterait le streaming de la coupe du monde de cricket 2015 avec du contenu de divertissement, l'application a été téléchargée 1 million de fois 6 jours après son lancement et ce nombre a doublé en 10 jours. Graduellement, Hotstar a pris de l'expansion dans ce qu'elle offre, et en 2018, la plateforme accueille 100 000 heures de contenu, dans plus de 17 langages.
En septembre 2017, Star India a obtenu les droits de télévision et de diffusion en ligne de l'IPL pour 5 ans, 2018 à 2022. Avec 14 compagnies qui faisaient des offres d'achat, Star a battu la compétition avec une offre de ₹16,347.5 crore (US2,55 milliards $), une augmentation de 158% dans la valeur pour les droits de diffusion comparé au cycle précédent.
Vers la fin de  2017, Hotstar lance son service premium aux États-Unis et au Canada dans leur AppStore et Google Play Store respectifs. Le 7 décembre 2018, STAR TV arrête ses activités télévisuelles aux États-Unis et au Royaume-Uni et ne conserve que le service Hotstar en service par contournement.
Fin mars 2019, à la suite de l'Acquisition de 21st Century Fox par Disney, Hotstar est désormais rattaché à Walt Disney Direct-to-Consumer and International. Le 12 mai 2019, avec la diffusion de l'Indian Premier League, Hotstar désormais la filiale indienne de Disney pour le streaming annonce un record d'audience pour un événement en direct, plus de 18,6 millions de spectateurs.  Le 7 juin 2019, Hotstar suspend le support avec le navigateur Safari en Inde pour éviter une faille de sécurité permettant le partage de comptes.  Le 11 octobre 2019, pour Disney le service de vidéo à la demande indien Hotstar qui a déjà des déclinaisons aux États-Unis, au Canada et Royaume-Uni servira de service de base tandis que Disney+ et Hulu ne seront pas proposés en Inde.

### 2020: Disney+ Hotstar
Le 2 avril 2020, Disney annonce la fusion en Inde sous le nom Disney+ Hotstar des services Hotstar et de Disney+ pour permettre le lancement de ce dernier.
Le 10 décembre 2020, Disney annonce lors de sa conférence Investor day, le lancement de Star en Europe, Nouvelle-Zélande, Australie, Canada, Singapour à partir du 23 février 2021. Disney prévoit également le déploiement dans d'autres continents à venir. Star propose du contenu adulte sur Disney+ dans une grande partie du monde et est inspirée de Disney+ Hotstar.

## Utilisations
L'application a reçu 340 millions de visionnements pour les 49 matchs de la coupe du monde de cricket ICC 2015 et plus de 200 millions de visionnements lors de "Indian Premier League Saison 8" (2015)  Hotstar a plus de 100 annonceurs sur sa plateforme. Le contenu est proposé soit gratuitement ou sur une base d'abonnement (pour le contenu premium). La plus grande partie de leurs revenus vient des publicités.

## Plateformes
En plus du site internet, Hotstar est disponible en tant qu'application sur plusieurs appareils mobiles qui sont sous les plateformes Android, IOS et Apple TV. L'application Android Hotstar est actuellement disponible en Inde, aux États-Unis et au Canada.